# Agrilus salviaphilos
Agrilus salviaphilos är en skalbaggsart som beskrevs av Manley 1979. Agrilus salviaphilos ingår i släktet Agrilus och familjen praktbaggar. Inga underarter finns listade i Catalogue of Life.